# Lorenzo Molajoli
Lorenzo Molajoli né en 1868 à Rome, mort le 4 avril 1939 à Milan, est un chef d'orchestre italien des années 1920 et 1930.
Après avoir étudié à l'Académie Sainte-Cécile à Rome, il commence sa carrière en 1891, surtout aux Amériques, en Afrique du Sud et dans des villes italiennes. Il dirige La Scala pour de nombreux enregistrements d'opéras complets ou d'ouvertures pour Columbia, entre 1928 et 1932, avec notamment le premier enregistrement de La Gioconda de Ponchielli.